# مدل گلوله و میله

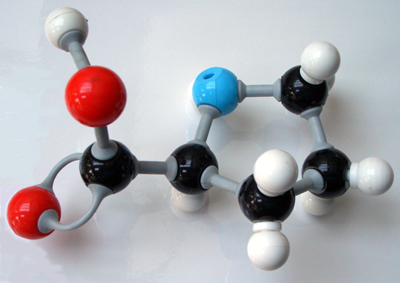
مدل گلوله و میله مولکول پرولین

مدل گلوله و میله (به انگلیسی: Ball-and-stick model) روشی برای نمایش سه‌بعدی مولکول ها می‌باشد که در آن از گلوله‌های با رنگ‌های متفاوت به عنوان اتم ها و میله‌ها به عنوان پیوند بین اتم‌ها استفاده می‌شود. مزیت مهم این روش که موجب می‌شود به لحاظ آموزشی از اهمیت بالایی برخوردار باشد، نشان دادن تعداد پیوندها و وضعیت قرارگیری اتم‌ها نسبت به هم در فضا می‌باشد. در عوض شکل مولکول‌ها در این روش نسبت به شکل واقعی آن کمی متفاوت است. از جمله اندازه اغراق‌آمیز پیوندها نسبت به اندازه اتم‌ها می‌باشد.